# اس‌اس ملیکا
اس‌اس ملیکا (به انگلیسی: SS Melika) یک کشتی است.